# Рупрехт VI (Насау)
Рупрехт VI фон Насау (на немски: Ruprecht VI (V) von Nassau; * пр. 1280, † 2 ноември 1304) е граф на Насау от валрамската линия на Дом Насау.

## Биография
Той е син на графа на Насау и по-късния римско-немски крал Адолф фон Насау (1255 – 1298) и съпругата му Имагина фон Изенбург-Лимбург (1255 – 1318), дъщеря на Герлах I фон Лимбург.
През юни 1292 г. се спорозумяват за брак на Рупрехт VI за Агнес Бохемска (1289 – 1296), дъщеря на бохемския крал Вацлав II и съпругата му Гута Хабсбургска. През 1296 г. още малката Агнес (или Анежка Пшемисловна) е предадена на Рупрехт, но малко след това умира.
Рупрехт се бие на 2 юли 1298 г. в битката при Гьолхайм, в която е убит баща му. Той попада в плен на архиепископа на Майнц Герхард II фон Епщайн. Майка му Имагина моли на дворцовото събрание в Нюрнберг през есента на 1298 г. новия крал Албрехт I за освобождаването на нейния син, и през 1299 г. архиепископът го освобождава.
Рупрехт последва баща си като граф на южната (валрамската) част на Насау. Той помага на крал Вацлав II при неговия конфликт с крал Албрехт I. Рупрехт VI умира бездетен през 1304 г. и е погребан в Прага. Последван е като граф на Насау през 1305 г. от по-малкия му брат Герлах I.